# Federação Grega de Hóquei no Gelo
A Federação Grega de Hóquei no Gelo é o órgão que dirige e controla o hóquei no gelo da Grécia, comandando as competições nacionais e a seleção nacional.